# 채몽인
채몽인(蔡夢印, 1917년 2월 10일 ~ 1970년 7월 12일)은 애경그룹을 창업한 대한민국의 기업인이다.

## 생애
본관은 평강이며, 제주판관과 대정현감을 지낸 채구석의 아들로 1917년에 태어났다. 전매서장과 학교법인 동국학원 이사장 등을 지낸 김한기의 딸 김혜숙과 1944년 혼인하여 1녀를 두었고 김혜숙과 사별 후 장회근의 딸 장영신과 1959년 혼인하여 3남1녀를 두었다. 1938년 일본 오사카의 명성상업학교를 졸업하고 마쓰시다전기산업에 입사하여 사회생활을 시작하였다.
1945년 그룹의 모태인 무역회사 대륭산업, 1950년에는 옥방광업을 설립하여 전후 복구과정서부터 산업근대화 시기에 무역, 그리고 중석 등 지하자원개발을 통해 국가경제발전에 기여하였다. 대륭산업과 옥방광업은 대한상공회의소의 특별의원사였고, 대륭산업의 전문경영인이 무역협회 부회장을 지내기도 하였다. 1954년에는 외항해운사인 동남해운을 설립하여 한일 화물 정기항로를 개척하는 등 우리나라 외항해운 발전에도 기여하였다.
1954년에는 애경유지공업을 설립하여 국내최초로 종합유지분해공장(1956년)을 건설하였고, 1960년대에는 석유화학사업, 합성수지사업, 도료사업으로 진출하여 무수프탈산(1968년), 가소제(1963년), 도료산업용 폴리에스테르수지(1962년), 강관용 방식도료(1969년) 등의 제품들을 국내최초로 생산해내는 등 애경유지공업을 종합화학회사로 성장시키며 우리나라 화학공업발전에 견인차 역할을 하였다.
애경유지공업은 1968년 국내최초로 석유화학제품인 무수프탈산 공장을 건설함에 따라 1970년 제정·공포된 석유화학공업육성법에 의거한 국내 제1호 석유화학업체로 인증을 받았다. 또한 국내최초의 화장비누 ‘미향’(1956년)과 국내최초의 백색비누 ‘우유비누’(1964년)를 생산, 1966년에는 합성세제사업으로 진출하여 국내최초의 주방세제 ‘트리오’와 세탁용 합성세제 등을 출시하는 등 국민생활 향상에 기여하였다.
1970년에는 삼경화성(현 애경유화)을 설립하여 석유화학사업으로 본격 진출, 울산국가석유화학단지에 공장 건설을 위한 차관계약을 체결한 후 공장건설에 매진하던 중 급환으로 54세의 일기로 타계한다. 애경유화의 울산공장은 1972년 준공된 울산국가석유화학단지의 최초 입주사 8개사 9개공장 가운데 하나였다.
채몽인과 애경그룹은 1970년 매일경제신문에 연재된 14개 기업집단의 경영진을 소개하는 ‘경영산맥’편에 소개되었으며, 채몽인이 구축한 사업구조는 현 애경그룹의 근간을 이루고 있다. 애경유지공업의 석유화학사업부문(무수프탈산과 가소제)은 채몽인이 타계 전 설립한 애경유화로, 합성수지사업부문은 1979년 분할되어 애경화학으로, 도료사업부문과 생활용품사업부문은 1985년 각각 분할되어 AK켐텍과 애경산업으로 이어져오고 있다. 사업회사들을 분할하고 지주회사로 남은 애경유지공업은 1990년대 애경그룹이 애경유지공업의 공장부지에 백화점을 건설하여 유통업에 진출함에 따라 현재에는 유통업을 영위하는 회사로 존속 중이다. 그룹의 모태인 대륭산업은 골프장사업을 영위하는 애경개발로 이어져오고 있고, 옥방광업은 1980년 청산되었다. 2000년대 설립된 제주항공은 사업자로 선정되는 과정에 채몽인이 제주출신 기업인인 점이 작용하였다.
1961년 풍한산업 김영구 사장, 신일기업 이봉수 사장과 함께 사회사업기금 2억환을 한국폴리텍대학의 모태인 국립소년직업훈련소의 설립 자금으로 기증하고 3.1절 표창을 받았으며, 1968년에는 재경제주장학회를 설립하여 회장을 지내는 등 장학사업에도 크게 힘썼다.
[네이버 지식백과] 채몽인 [蔡夢印] (두산백과 두피디아, 두산백과)

## 가족
- 아버지 : 채구석(蔡龜錫, 1850년 ~ 1920년)
  - 배우자 : 김혜숙(1926~1951, 경북여고, 이화여대 약학과)
  - 배우자 : 장영신(1936년 ~ )
  - 딸: 채성희(1946~, 채몽인의 장녀, 경기여고, 이화여대)
  - 아들 : 채형석(1960년 ~ ) (현 AK그룹 총괄부회장) (며느리:홍미경 - AK플라자 문화아카데미 고문)
  - 딸 : 채은정 (사위 - 안용찬 평소 친분이 있던 채형석의 소개로 결혼함)
  - 아들 : 채동석 - 애경그룹 유통·부동산개발부문 부회장 (AK플라자 크리에이티브전략실 실장전무 이정은과 부부관계이다.)
  - 아들 : 채승석 - 애경개발 사장
  - 손녀 : 채문선[1] - 이운형 세아그룹 회장의 장남인  이태성 세아홀딩스 전무와 결혼했다.)
  - 손녀 : 채수연  (2016년 4월 정몽구 현대자동차그룹 회장의 외손자이자 선두훈 대전선병원 이사장의 아들인 선동욱과 결혼했다.)
  - 손자 : 채정균   (채형석씨의 장남이다.)
  - 손녀 : 채수경[2]   (채동석씨의 장녀이다.)
  - 손녀 : 채문경   (채동석씨의 차녀이다.)
  - 손자 : 채총명[3]  (채 * * 씨의 장남이다.)
  - 손녀 : 채 * *   (채 * * 씨의 장녀이다.)
  - 외손녀 : 안리나  (채은정 씨의 장녀이다.)
  - 외손녀 : 안세미  (채은정 씨의 차녀이다.)
  - 외증손자 : 이기철  (손녀 채문선씨와 손서 이태성씨의 사이에서 2014년 출생한 아들이다.)